# Instinct
Instinct (в России выходила под названием «Инстинкт») — компьютерная игра, научно-фантастический шутер от первого лица, разработанный компаниями Newtonic Studio и Digital Spray Studios, вторая известна по разработке You Are Empty. В игре описывается альтернативная версия того, что на самом деле произошло в далёких горах Янгандо в сентябре 2004-го. Прототипами главных героев, а также их озвучиванием послужили актёры Михаил Пореченков, Олег Карча и модель Ида Чуркина.

## Оценка критиков
Игра критиковалась[кем?] за недоделанность, постоянные баги, неработоспособность на Windows Vista, а также за скучность прохождения, однотипные уровни и низкую реиграбельность. В то же время, игра не попала на «доску позора» за «звёздное» озвучивание и HDR-рендеринг.

## Официальные сайты
- Страница игры на сайте издателя

Рецензии
- Гарина,Татьяна. Инстинкт [Рецензия]. AG.ru (13 февраля 2007). Дата обращения: 30 июля 2016.
- Штепа, Сергей. Инстинкт [Рецензия]. Игромания (21 февраля 2007). Дата обращения: 30 июля 2016.
- Onyett, Charles. Instinct Review (англ.). IGN (27 августа 2007). Дата обращения: 30 июля 2016.
- Todd, Brett. Instinct Review (англ.). Gamespot (10 сентября 2007). Дата обращения: 30 июля 2016.